# Taxeotis adelpha
Taxeotis adelpha är en fjärilsart som beskrevs av Turner 1904. Taxeotis adelpha ingår i släktet Taxeotis och familjen mätare. Inga underarter finns listade i Catalogue of Life.